# Fotoquímica
La fotoquímica és l'estudi de les transformacions químiques provocades o catalitzades per l'emissió o absorció de llum visible o radiació ultra violeta. Són induïdes principalment per una intensa radiació solar i tenen un paper molt important en la naturalesa i el destí final d'una espècie determinada a l'atmosfera.
El primer pas en un procés fotoquímic és l'activació d'una molècula per absorció d'una única unitat d'energia fotoquímica, la qual es troba caracteritzada per una determinada freqüència. Aquesta unitat d'energia s'anomena quàntum de llum.
{\displaystyle E=h\nu \,}
Una molècula que es troba en el seu estat fonamental (no excitada) pot absorbir un quàntum de llum de forma que es produeix una transició electrònica i la molècula passa a un estat de major energia (estat excitat). Una molècula excitada és molt més reactiva.
Les reaccions posteriors a l'absorció del fotó de llum són determinants per la manera en què aquesta perd l'excés d'energia. Anomenarem procés primari a aquell en què els productes de la reacció es formen directament a partir de l'estat excitat. Un exemple de procés primari en seria la fluorescència. Un procés secundari serà aquell en què el producte s'origina a partir de l'intermedi que es forma directament de l'estadi excitat. La fotosíntesi en seria un clar exemple. Cal tenir en compte que durant la desactivació de l'estat excitat de la molècula un gran nombre de processos estan en competència amb la formació de productes fotoquímics.
A la natura, la fotoquímica és d'immensa importància, ja que és la base de la fotosíntesi, la visió i la formació de la vitamina D amb la llum solar. També és responsable de l'aparició de mutacions d'ADN que condueixen a càncers de pell.

## Conceptes

### Llei de Grotthuss-Draper i llei de Stark-Einstein
La llum és un tipus de radiació electromagnètica, una font d'energia.
La primera llei de la fotoquímica, coneguda com a Llei Grotthuss-Draaper (per als químics Theodor Grotthuss i John W. Draper), estableix que la llum ha de ser absorbida per una substància química per tal que tingui lloc una reacció fotoquímica.
La segona llei de la fotoquímica o Llei Stark-Einstein estableix que per a cada fotó de llum absorbit per un sistema químic només una molècula serà activada per a una reacció fotoquímica, aquesta llei derivada dels estudis d'Albert Einstein en el moment que s'estava desenvolupant la mecànica quàntica i la teoria del quàntum (fotó).

### Fluorescència i fosforescència
Quan una molècula o àtom es troba en estat fonamental (S0), absorbeix la llum, un electró s'excita a un nivell orbital superior. Aquest electró manté el seu spin segons la regla de selecció de spin; altres transicions violarien la llei de la conservació del moment angular. L'excitació a un estat singlet superior pot ser de HOMO a LUMO o a un orbital superior, de manera que els estats d'excitació singlet S1, S2, S3... a diferents energies són possibles.
La regla de Kasha estipula que els estats singlet superiors es relaxarien ràpidament per desintegració sense radiació o conversió interna (IC) a S1. Així, S1 sol ser, però no sempre, l'únic estat excitat de singlet rellevant. Aquest estat excitat S1 pot relaxar-se encara més a S0 per IC, però també per una transició radiativa permesa des de S1 a S0 que emet un fotó; aquest procés s'anomena fluorescència.

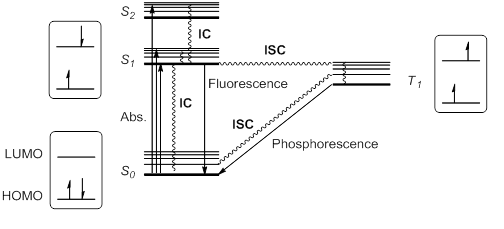
Diagrama de Jablonski. Els camins radiatius es representen amb fletxes rectes i els camins no radiatius per línies arrissades.

Alternativament, és possible que l'estat excitat S1 experimenti inversió de spin i generi un estat excitat triplet T1 tenint dos electrons no aparellats amb el mateix espín. Aquesta violació de la regla de selecció de spin és possible mitjançant l'encreuament entre sistemes (ISC) dels nivells vibracionals i electrònics de S1 i T1. Segons la regla de la màxima multiplicitat de Hund, aquest estat T1 seria una mica més estable que S1.
Aquest estat triplet pot relaxar-se a l'estat fonamental S0 per ISC sense radiació o per una via de radiació anomenada fosforescència. Aquest procés implica un canvi de spin electrònic, prohibit per les regles de selecció de spin, fent fosforescència (a partir de T1 a S0)molt més lenta que la fluorescència (de S1 a S0). Per tant, els estats triplets generalment tenen una vida útil més llarga que els estats singlet. Aquestes transicions solen resumir-se en un diagrama d'energia d'estat o diagrama de Jablonski, el paradigma de la fotoquímica molecular.
Aquestes espècies excitades, tant S1 o T1, tenen un orbital mig buit de baixa energia i, per tant, són més oxidants que l'estat fonamental. Però al mateix temps, tenen un electró en un orbital d'alta energia i, per tant, són més reductors. En general, les espècies excitades són propenses a participar en processos de transferència d'electrons.

### Principis
Moltes reaccions químiques ocorren només quan a una molècula se li proporciona la suficient energia d'activació. Per exemple, en reaccions no fotoquímiques, això passa en la combustió de la gasolina obtenint diòxid de carboni i aigua on l'energia d'activació és la calor o una espurna. En el cas de reaccions fotoquímiques la llum és la que proporciona l'energia d'activació. En cas d'emprar llum làser és possible excitar una molècula selectivament.
En l'absorció d'un fotó de llum per una molècula reactiva també es pot canviar la simetria de la configuració electrònica de la molècula, permetent vies de reacció que d'altra manera no serien possibles com les descrites per les Regles de Woodward-Hoffmann.
Les reaccions fotoquímiques impliquen reorganitzacions electròniques iniciades per radiació electromagnètica. Aquestes reaccions són d'uns quants ordres de magnitud més ràpides que les reaccions tèrmiques; les reaccions tan ràpides com de 10−9 segons fins a 10−15 segons es donen amb freqüència.

## Regions espectrals

Il·lustració de l'espectre electromagnètic.

Els fotoquímics, típicament, treballen només en poques seccions de l'espectre electromagnètic. Algunes de les seccions més usades, i les seves longituds d'ona són:
- Ultraviolada: 100–400 nm
- llum visible: 400–700 nm
- Infraroig proper: 700–2.500 nm[8]

## Processos fotoquímics
Hi ha diferents tipus de processos fotoquímics. En tots ells, l'espècie o espècies seran excitades prèviament i, per tant, es diferenciaran per la reacció que duen a terme. Aquests són: 
- Reacció fotoquímica: La reacció fotoquímica és aquella en la que una molècula, ió o àtom reacciona amb una altra espècie per donar un o més productes.
- Fotòlisi: La fotòlisi, fotodissociació o fotodescomposició, és una reacció fotoquímica en la que una molècula absorbeix un quàntum de llum i es dissocia donant lloc a dues o més substàncies més simples. Els fragments produïts són, sovint, àtoms o radicals lliures; per això aquesta reacció es dona normalment en un mecanisme en cadena. L'energia de quàntum de llum absorbit ha de ser igual o major que l'energia de dissociació de la molècula i, per tant, és freqüent la formació d'un àtom en estat excitat, ja que és poc probable que el quàntum de llum proporcioni exactament l'energia de dissociació de la molècula en el seu estat fonamenta
- Fotoionització: La fotoionització és el procés en el que un fotó incident expulsa un o més electrons d'àtom, ió o molècula. El fotó ha de tenir una certa energia per produir aquesta excitació. Aquesta energia vindrà donada per la freqüència en què arriben les ones electromagnètiques exteriors.
- Transferència de càrrega: Parlem de transferència de càrrega quan una o diverses molècules interaccionen de tal manera que es produeix una transició electrònica cap a un estat electrònic excitat, tal que la càrrega electroestàtica es transfereix entre les molècules. La font que transfereix la càrrega es denomina donador i la que rep es denomina acceptor.
- luminescència: La luminescència és la radiació òptica produïda per un sistema físic a causa de la transició d'un estat excitat a un estat fonamental. Quan un sistema físic és pertorbat per una font de radiació, passa d'un estat fonamental (estat de mínima energia) a un d'energia més elevada anomenat estat excitat. Quan el sistema es relaxa, l'energia absorbida pot ser emesa en forma de radiació lluminosa
- Quenching: Es defineix com extinció (quenching) a la reducció en el temps de vida d'un estat excitat. Pot ser un procés desitjat (processos de transferència d'energia o d'electrons) o no desitjat (reacció secundària que pot disminuir el rendiment quàntic d'un procés fotoquímic desitjat). Els efectes de l'extinció es poden estudiar a partir del control de l'emissió de l'estat excitat de la reacció fotoquímica.

## Sistemes de reacció fotoquímica
El propòsit fonamental de la incorporació de reactors post-columna fotoquímica en un mètode de detecció és convertir l'analit a partir d'un producte o col·lecció de productes, que han millorat significativament les propietats de la detecció per fluorescència (FL), la radiació ultraviolada (UV), la detecció de la CE, etc.
Els aspectes més originals de la fotoquímica proporcionen la base per a una sèrie de reaccions (per exemple, la fotòlisi, fotohidròlisi, reordenaments intramoleculars, fotodimerització, fotoionització i/o reaccions de transferència d'electrons).
En general, les reaccions post-columna fotòlisi són explotats a la CE, on se sotmet a la dissociació de l'analit per formar entitats electroactives. Per exemple, els compostos orgànics nitrats produir l'anió nitrit, que s'oxida en un elèctrode de carbó vitri per formar nitrat. Modificació de l'estructura química de l'analit és específica per al tipus de reacció de l'analit és capaç de sotmetre's a les condicions de la fase mòbil. Com a conseqüència, quan la comparació per als components de la matriu de la mostra, aquest efecte generalment resulta en una especificitat i selectivitat més gran per a l'analit i, amb freqüència, augment de la sensibilitat.
- La conversió d'una reacció fotoquímica depèn, a més de la concentració dels reactius, de la intensitat, quantitat i longitud d'ona de llum subministrada.

- La conversió de la reacció augmenta amb la quantitat i intensitat de l'energia lumínica subministrada.

- L'energia lumínica subministrada per certes longituds d'ona de la llum són de l'ordre de les energies d'activació de moltes reaccions químiques, per tant, provoquen la reacció. En un rang d‟aquestes energies se centra la fotoquímica. Sense aquesta energia lumínica, la reacció no té lloc.

- Segons el model lineal radial, la intensitat rebuda per la solució no és funció de la coordenada axial.

- Una mesura calculada a partir de dos valors amb error tindrà un error associat més gran que els errors associats a cadascun dels valors a partir dels quals ha estat calculada.

## Cinètica
Els processos fotoquímics s'inicien per absorció de la radiació. En un procés primari, els productes es formen a partir de l'estat excitat d'un reactiu (fluorescència). En un procés secundari s'originen a partir dels intermedis que es formen directament de l'estat excitat d'un dels reactius (fotosíntesi).
Veiem que és important considerar l'escala de temps de la formació i caiguda dels estats excitats. Les velocitats de desactivació de l'estat excitat per mitjà dels processos radiants, no radiants i químics determinen el rendiment del producte en una reacció fotoquímica (rendiment quàntic).

## Aplicacions
La fotoquímica està involucrada en molts processos de diferents caires. Per exemple en moltes polimeritzacions es duen a terme a partir d'una fotoionització on es produeix radicals lliures o les conegudes cuques de llum que tenen un enzim a l'abdomen que catalitza la reacció i duen a terme la bioluminescència. Però n’hi ha de més conegudes.
Una proporció de la radiació solar de longituds inferiors de 400 nm i per sobre de 1.000 nm és absorbida per gasos atmosfèrics com l'ozó i l'oxigen que absorbeixen la llum ultraviolada o com el diòxid de carboni i l'aigua que absorbeixen la radiació infraroja.
Per aquest fenomen, les plantes, algues i algunes espècies bacterianes han evolucionat aparells fosfosintètics que capten la radiació visible i infraroja propera. A partir de l'energia solar de radiació de 400-700 nm aproximadament duen a terme la fotosíntesi convertint el diòxid de carboni i l'aigua en glucosa i oxigen.
Però no només les plantes utilitzen l'energia solar, els humans la utilitzem també per la formació de vitamina D. En medicina, en la teràpia fotodinàmica (PDT), s'utilitza la radiació làser. Aquesta radiació és absorbida per un fàrmac que en el seu estat de triplet excitat fotosensibilitza la formació d'un estat singlet excitat de l'oxigen. Aquest singlet de l'oxigen és un oxidant agressiu capaç de convertir grups C-H en C-OH. Són molècules molt reactives i destrueixen components cel·lulars.
La fotoquímica també és molt important en la química de l'ozó estratosfèric. El model de Chapman explica la formació i destrucció de l'ozó. El mecanisme demostra que l'absorció de la radiació per l'oxigen i l'ozó durant el dia condueix a la producció de O reactius que participen en reaccions exotèrmiques que són responsables de l'escalfament de l'estratosfera. Aquest model, però no té en compte la contribució de traces d'altres espècies que contribueixen a l'augment catalític en l'etapa de terminació. Un exemple d'aquestes espècies són H, OH, NO o Cl que estan involucrats en la formació del smog fotoquímic.

## Per a més informació
- Bowen, E. J., Chemical Aspects of Light. Oxford: The Clarendon Press, 1942. 2nd edition, 1946.
- Photochemistry